# Salomea Odonicówna
Salomea Odonicówna (deutsch: Salome Odonicz; * zwischen 1225 und 1235; † zwischen 1266 und 1271) war eine Prinzessin und Herzogin von Glogau. Sie entstammte dem Adelsgeschlecht der Großpolnischen Piasten und heiratete in das Geschlecht der Schlesischen Piasten ein.

## Leben
Salomea war eine Tochter des Herzogs Władysław Odonic († 1239) und dessen Ehefrau Hedwig (polnisch Jadwiga). Deren Ehepläne gestaltete ihr Bruder Przemysł I., der eine Allianz gegen Boleslaw II. schmieden wollte. Boleslaw II. sah sich gezwungen, ihrem Ehemann das Herzogtum Glogau aus seinem Machtbereich herauszugliedern. Sie tat sich als Gönnerin des Magdalenerinnenklosters Naumburg am Queis und des Glogauer Klosters St. Peter und Paul hervor, in dem sie beigesetzt wurde. Eine gotische Figur aus dem Kloster, die Salomea darstellt, befindet sich (seit wann?) im Posener Nationalmuseum.

## Ehe und Familie
Salomea heiratete um 1249 Konrad II. von Glogau in Posen. Die Hochzeit zelebrierten der Gnesener Erzbischof Pełka und der Posener Bischof Bogufał II. Mit Konrad II. begründete sie die piastische Linie der Herzöge von Glogau, die 1504 mit Johann II. von Sagan erlosch. Sie hatte mit ihrem Ehemann vier Kinder:
- Heinrich III. († 1309), 1274–1309 Herzog von Glogau, 1289–1289 von Steinau, seit 1289 von Sprottau, seit 1304 von Sagan
- Konrad III. „Köberlein“ († 1304), Herzog von Sagan
- Primislaus/Primko I. († 1289), Herzog von Steinau und Sprottau
- Anna († 26. Juni 1271), heiratete am 24. August 1260 in Heidelberg Ludwig II. „den Strengen“, Pfalzgraf bei Rhein und Herzog von Bayern.